# 梅日韦特
梅日韦特（法語：Mégevette，法語發音：[meʒvɛt]）是法国上萨瓦省的一个市镇，位于该省东北部，沙布莱山区，属于博讷维尔区。

## 地理
梅日韦特（46°11'58"N, 6°29'52"E）面积21.66 平方千米，位于法国奥弗涅-罗讷-阿尔卑斯大区上萨瓦省，该省份为法国东部省份，历史上为薩伏依的一部分，北与瑞士接壤，西接安省，南至萨瓦省，东与瑞士和意大利接壤。
与梅日韦特接壤的市镇（或旧市镇、城区）包括：贝勒沃、阿贝尔吕兰、米约西、奥尼永、维拉尔。
梅日韦特的时区为UTC+01:00、UTC+02:00（夏令时）。

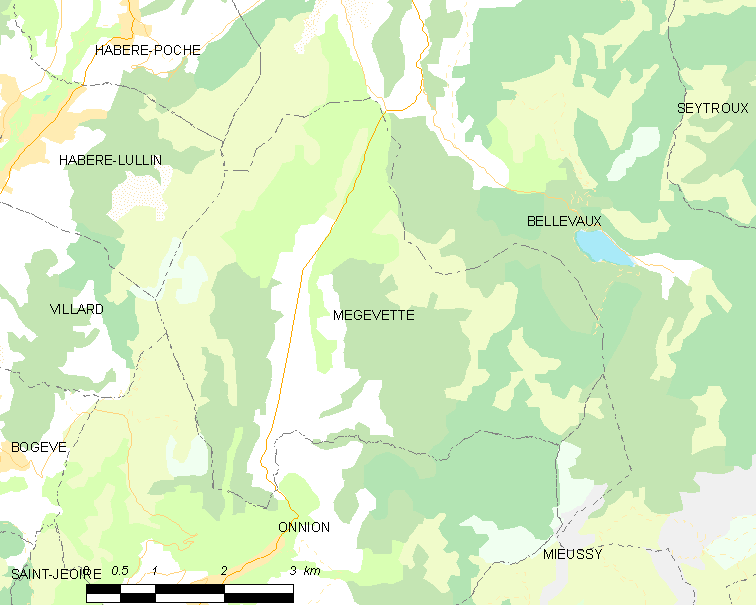
梅日韦特的OSM定位图

## 行政
梅日韦特的邮政编码为74490，INSEE市镇编码为74174。

## 政治
梅日韦特所属的省级选区为博讷维尔县。

## 交通
上萨瓦省省道D26线和D226线经过境内。

## 人口

1962-2008年间梅日韦特人口变化图示

梅日韦特于2022年1月1日时的人口数量为606人。